# Das Geheimnis des alten Polizeikommissars
Das Geheimnis des alten Polizeikommissars (Originaltitel: Masum) ist eine türkische Krimiserie aus dem Jahr 2017.

## Inhalt
Der pensionierte Polizeikommissar Cevdet Bayrakçı lebt mit seiner Frau Nermin ein ruhiges Leben auf einer Farm in einer abgelegenen Gemeinde in der Türkei. Ihre Idylle wird gestört, als ihr Sohn Tarık unerwartet mit der Nachricht auftaucht, dass seine Frau Emel und ihr Bruder bei einem Verkehrsunfall ums Leben gekommen sind. Kurz darauf erscheint Cevdets ehemaliger Schüler, der Ermittler Yusuf Namlı, und beginnt mit Nachforschungen. Im Zuge der Ermittlungen werden Cevdet und Nermin mit ihrer Vergangenheit und lange gehüteten Geheimnissen konfrontiert.

## Besetzung
| Schauspieler          | Rolle      | Folge |
| --------------------- | ---------- | ----- |
| Haluk Bilginer        | Cevdet     | 1–8   |
| Nur Sürer             | Nermin     | 1–8   |
| Ali Atay              | Yusuf      | 1–8   |
| Okan Yalabık          | Tarık      | 1–8   |
| Serkan Keskin         | Taner      | 1–8   |
| Tülin Özen            | Emel       | 1–8   |
| Bartu Küçükçağlayan   | Selim      | 1–8   |
| Mehmet Özgür          | Selahattin | 1–8   |
| İrem Altuğ            | Rüya       | 1–8   |
| Merve Ateş            | Elif       | 1–8   |
| Esra Kızıldoğan Uygur | Feride     | 1–8   |

## Produktion
Regie führte Seren Yüce, das Drehbuch schrieb Berkun Oya. In der Hauptrolle spielen Haluk Bilginer, Nur Sürer, Ali Atay, Okan Yalabık, Serkan Keskin, Tülin Özen und Bartu Küçükçağlayan. Die Erstausstrahlung fand am 27. Januar 2017 auf BluTV statt. In Deutschland wurde die Serie am 23. Januar 2019 auf Netflix veröffentlicht.